# 名古屋音楽短期大学
名古屋音楽短期大学（なごやおんがくたんきだいがく、英語: Nagoya Junior College of Music）は、愛知県名古屋市中村区稲葉地町7-1に本部を置いていた日本の私立大学である。1965年に設置され、1978年に廃止された。

## 概要

### 大学全体
- 愛知県名古屋市中村区に所在した日本の私立短期大学で、設置主体は学校法人同朋学園[2]。
- 1965年に入学定員40名体制で開学し[3]、1973年度より2専攻に分離され、入学定員100名体制となる。
- 1975年度の入学生を最後に[注釈 1]、1978年に短期大学としての使命を終える[4]。

### 教育および研究
- 音楽教育に特化した短大となっていた。

### 学風および特色
- 親鸞の開いた浄土真宗思想に基づいた教育がベースとなっていた。

## 沿革
- 1965年
  - 1月25日 左記を以て文部省[注 1]より短期大学の設置が認可される[5]。
  - 4月1日 名古屋音楽短期大学が以下の学科体制にて開学する。
    - 音楽科 入学定員50名

  - 5月1日 学生数/定員[6]
    - 音楽科 60[注 2]/50
- 1966年
  - 5月1日 学生数[8]/定員
    - 音楽科 120[注 3]/100
- 1973年
  - 4月1日 音楽科を以下の通り専攻分離し、入学定員50[9]→100[10]に増員[注 4]。
    - 器楽専攻 入学定員50名
    - 声楽専攻 入学定員50名

  - 5月1日 学生数[13]/定員
    - 音楽科 297[注 5]/150
- 1975年
  - 4月1日 最後の学生募集となる[注釈 1]。
  - 5月1日 学生数[16]/定員
    - 音楽科 384[注 7]/200
- 1976年
  - 5月1日 学生数[17]/定員
    - 音楽科 204[注 8]/100
- 1977年
  - 5月1日 学生数[18]/定員
    - 音楽科 11[注 9]/-
- 1978年
  - 8月21日 左記を以て正式に廃止となる[4]。

## 基礎データ

### 所在地
- 愛知県名古屋市中村区稲葉地町7-1

## 教育および研究

### 組織

#### 学科
- 音楽科
  - 器楽専攻 入学定員50名
  - 声楽専攻 入学定員50名

#### 専攻科
- なし

#### 別科
- なし

#### 取得資格について
- 中学校教諭二級免許状（音楽）が設置されていた。

#### 研究
- 『名古屋音楽短期大学研究紀要 = Bulletin of Nagoya Junior College of Music』[19]

## 施設

### キャンパス
- 同じキャンパスに名古屋造形芸術短期大学を設置していた。

## 対外関係

### 系列校
- 同朋大学
- 同朋高等学校
- 名古屋造形芸術大学短期大学部